# Moses Lamidi
Moses Lamidi (* 5. Januar 1988 in Lagos, Nigeria) ist ein deutsch-nigerianischer ehemaliger Fußballspieler. Er ist in Nigeria geboren und besitzt seit 2006 die deutsche Staatsangehörigkeit.

## Karriere
Der Angreifer stammt aus der Jugendabteilung von Alemannia Aachen. Zu Beginn der Saison 2003/04 wechselte er zu Borussia Mönchengladbach.
In den Nachwuchsmannschaften der Borussia wusste Lamidi zu überzeugen. Aus diesem Grund durfte er nach der Winterpause sporadisch bei den Profis mittrainieren. Für das Spiel am 31. März 2007 gegen Eintracht Frankfurt wurde das Offensiv-Talent von Trainer Jos Luhukay erstmals in den Bundesliga-Kader berufen. In diesem Spiel stand Lamidi überraschend in der Startelf, wurde jedoch in der 68. Minute ausgewechselt. Am 14. Dezember 2007 unterschrieb er einen bis Sommer 2010 gültigen Profivertrag. Insgesamt kam er zu fünf Bundesligaspielen in dieser Saison, die mit dem Abstieg der Borussen endete. In der Zweitligasaison 2007/08 kam er allerdings nur zu einem einzigen Kurzeinsatz.
Zur Saison 2010/11 wechselte er ablösefrei zum Zweitligisten Rot-Weiß Oberhausen, wo er einen Zweijahresvertrag unterschrieb und die Rückennummer 11 erhielt. Gleich im ersten Saisonspiel gelangen ihm bei der 2:3-Niederlage bei Hertha BSC zwei Treffer, die gleichzeitig seine ersten überhaupt im Profifußball darstellten.
Am 25. Mai 2011 gab Lamidi seinen Wechsel zum Karlsruher SC bekannt, bei dem er einen Vertrag bis 2012 unterschrieb und die Rückennummer 8 erhielt.
Für Karlsruhe kam er dann am 21. Oktober 2011 im Spiel gegen den VfL Bochum zum ersten Mal in der zweiten Bundesliga zum Einsatz, als er in der zweiten Halbzeit für Marco Terrazzino eingewechselt wurde. Nachdem der KSC den Abstieg in die 3. Liga nicht verhindern konnte, erhielt Lamidi keinen neuen Vertrag in Karlsruhe. Er blieb zunächst vereinslos und schloss sich erst Anfang September 2012 dem FSV Frankfurt an. Dort verstärkte er in erster Linie die zweite Mannschaft in der Regionalliga Südwest, wurde aber auch mehrfach für den Profikader nominiert und kam zu mehreren Kurzeinsätzen in der 2. Bundesliga.
Lamidi, dem vor allem eine große Schnelligkeit nachgesagt wird, war deutscher U20-Nationalspieler und absolvierte für diese insgesamt fünf Spiele, in denen er einmal in der Begegnung gegen die Schweizer Auswahl traf.
Zur Saison 2013/14 wechselte Lamidi innerhalb der Regionalligen zu Aufsteiger KFC Uerdingen 05 in die Regionalliga West. Dort erhielt er einen Vertrag bis 2015. Nachdem er seinen Vertrag im Januar 2015 aufgelöst hatte, wechselte er für die Restrückrunde zum BSV Rehden. Für die Spielzeit 2015/16 wechselte Lamidi zum dänischen Zweitligisten Vejle BK, danach kehrte er zum BSV Rehden zurück.
In der Winterpause schloss er sich dem Oberligisten FC Kray an. Doch mit den Krayern verpasste Lamidi den Klassenerhalt und stieg mit ihnen aus der Oberliga in die Landesliga ab. Nach dem Abstieg schloss er sich der SSVg Velbert an und verblieb somit in der Oberliga Niederrhein. Zur Saison 2018/19 wechselte er zum Ligakonkurrenten Ratingen 04/19.